# Prodidomus lampeli
Espèce
Prodidomus lampeli est une espèce d'araignées aranéomorphes de la famille des Prodidomidae.

## Distribution
Cette espèce est endémique du Debub-Keih-Bahri en Érythrée,. Elle se rencontre vers Debaysima.

## Description
Le mâle holotype mesure 1,8 mm.

## Systématique et taxinomie
Cette espèce a été décrite par Cooke en 1964.

## Étymologie
Cette espèce est nommée en l'honneur de George Peter Lampel (1935-1961).

## Publication originale
- Cooke, 1964 : « A revisionary study of some spiders of the rare family Prodidomidae. » Proceedings of the Zoological Society of London, vol. 142, no 2, p. 257-305.